# Slobodan Rajković
Slobodan Rajković (ciríl·lic serbi: Слободан Рајковић) (3 de febrer del 1989) és un futbolista serbi que juga com defensa central pel Chelsea FC. Ell encara ha de fer el seu debut competitiu amb el Chelsea - en part degut amb el fet que encara no ha estat capaç de guanyar un permís de treball que li permeta jugar partits de competició a Anglaterra - ja que ha passat la seva carrera cedit a clubs neerlandesos principalment de l'Eredivisie.

## Carrera de club
Nascut a Belgrad, Rajković va començar la seva carrera amb l'OFK Beograd. Va ser inclòs al primer equip a l'edat dels 15 anys. Durant la seva segona temporada en el primer equip, la reputació de Rajković va créixer tant que el novembre del 2005 el club de la premier league anglesa el Chelsea FC va decidir de pagar 5,2 milions de € (3,8 milions de ₤) per central de setze anys; un rècord mundial per a un jugador per sota dels 18 anys.
Sota els termes del contracte, Rajković va romandre al OFK Beograd com una cessió del Chelsea fins al final de la temporada 2006–07 de la SuperLiga sèrbia.

### Cessions a l'Eredivisie
Durant el juny del 2007, el Chelsea va decidir de cedir Rajković al PSV Eindhoven per la temporada 2007–08 de l'Eredivisie, com a part de contracte al voltant de la transferència d'Alex al Chelsea.
Després d'un any cedit al PSV, el club neerlandès va voler estendre la cessió per un altre any més, però Chelsea ho va refusar pels pocs minuts que havia jugat Rajković a Eindhoven.
Rajković, això no obstant, va tornar a l'Eredivisie. El 9 de juliol del 2008, el FC Twente va acceptar un any de cessió per part del Chelsea.
El juny del 2009, aquesta cessió es va estendre fins al juny del 2010.
On 23 d'agost del 2010, Rajković va ser transferit a un altre club neerlandès de l'Eredivisie, aquesta vegada el SBV Vitesse junt amb els seus antics companys d'equip Nemanja Matić (que és ara jugador del Benfica) i Matej Delač en una cessió d'un any.